# Ledellinae
Ledellinae zijn een onderfamilie van tweekleppigen uit de  familie van de Nuculanidae.

## Taxonomie
De volgende geslachten zijn bij de onderfamilie ingedeeld:
- Ledella Verrill & Bush, 1897
- Ledellina Filatova & Schileyko, 1984